# ニンフェンブルク宮殿

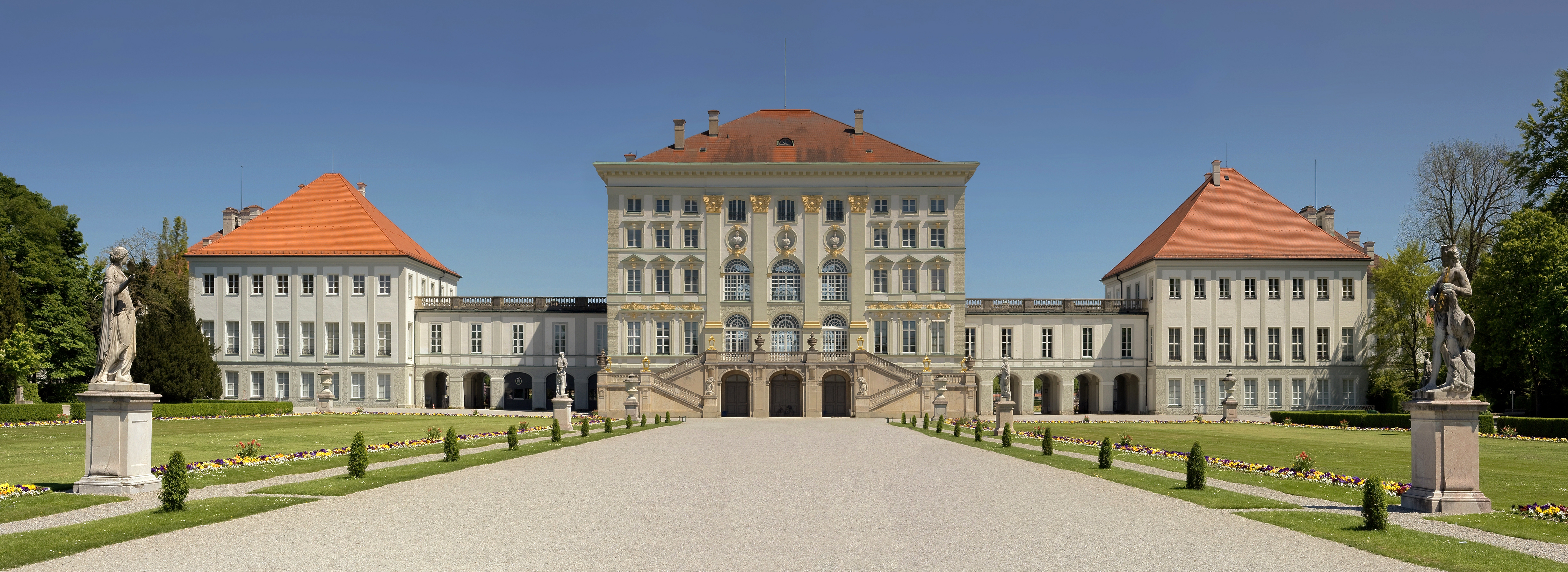
裏から見たニンフェンブルク宮殿

ニンフェンブルク宮殿（ニンフェンブルクきゅうでん、ドイツ語: Schloss Nymphenburg）は、ドイツ、バイエルン州ミュンヘンにあるバロック建築の宮殿である。名称は「ニュンペー（ニンフ）の城」の意。バイエルン選帝侯の夏の居所だった。

## 歴史

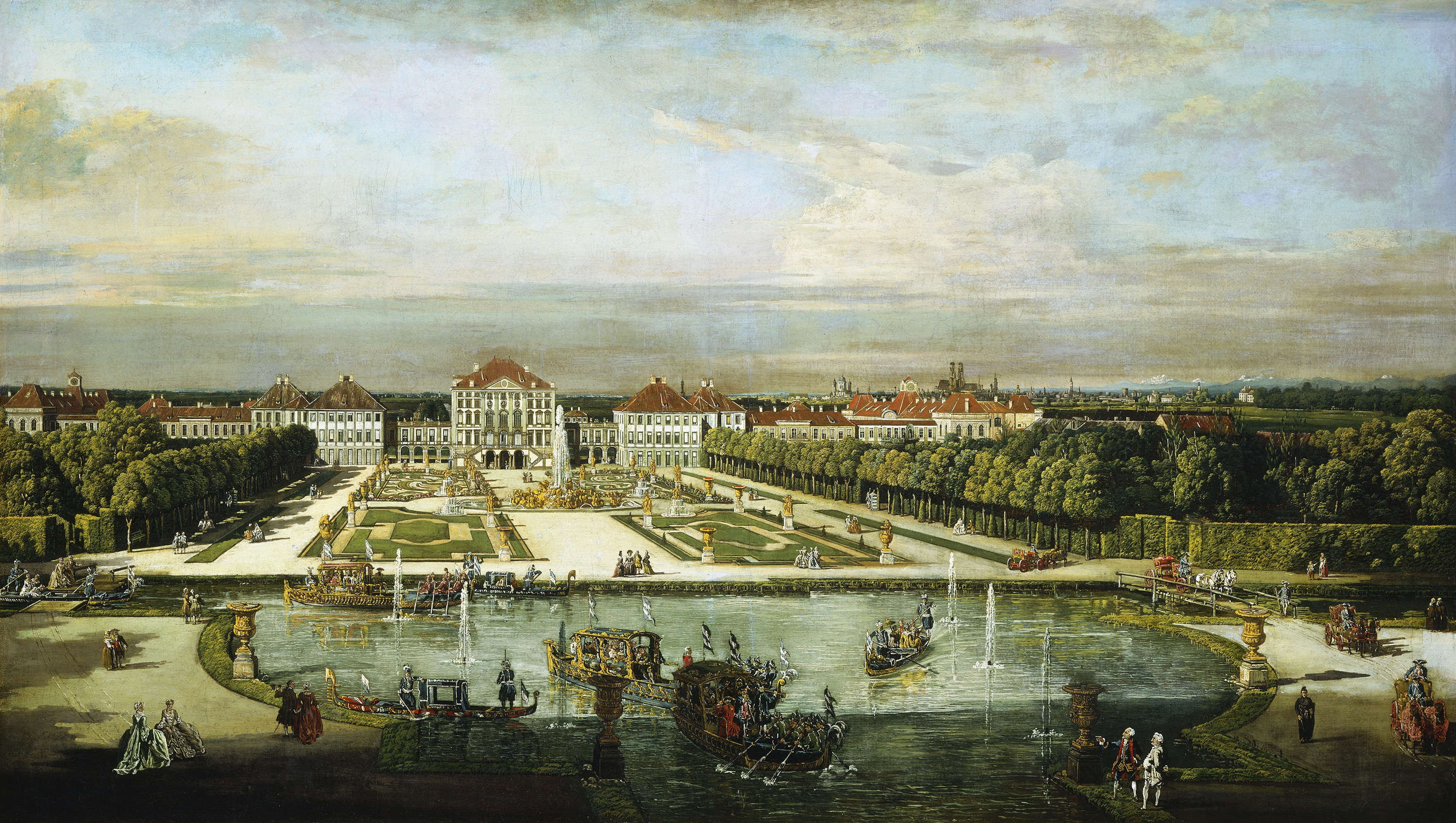
1760年ごろのニンフェンブルク宮殿。カナレット作

この宮殿はバイエルン選帝侯フェルディナント・マリアとその妻ヘンリエッテ・アーデルハイト・フォン・ザヴォイエンの命により、イタリア人建築家アゴスティーノ・バレッリが1664年に設計したものである。それ以前の1662年に選帝侯の息子マクシミリアン2世エマヌエルが生まれている。中央の建物は1675年に完成した。
バイエルン選帝侯を継いだマクシミリアン2世エマヌエルは、1701年から宮殿の体系的な拡張を開始した。まず、バレッリの設計した中央の建物の南北に建物を追加した。設計はエンリコ・ズッカーリとジョバンニ・アントニオ・ヴィスカルディである。次に南側をさらに拡張して厩舎とした。そしてバランスをとるため北側には温室（オランジェリー）を追加した。最終的に、マクシミリアン2世エマヌエルの息子である神聖ローマ皇帝カール7世が、Schlossrondell（雄大な円）と呼ばれる庭園とそれを取り囲むバロック建築物 Kavaliershäuschen（騎士の家）を完成させ、現在の姿になった。
ヨゼフ・エフナーは1716年、中央の建物のファサードを再設計して付柱を追加したフレンチ・バロック様式にした。1826年、レオ・フォン・クレンツェは選帝侯の紋章が入っていた切妻を取り除き、屋根のすぐ下にアテネ風の装飾を施した。
1741年7月に締結されたニンフェンブルク条約で、カール・アルブレヒトはオーストリアに対抗してフランスおよびスペインと同盟を結んだ。この宮殿は長い間バイエルンの支配者の夏の居城として使われた。初代バイエルン王マクシミリアン1世は1825年にここで亡くなり、その曾孫であるルートヴィヒ2世は1845年にここで生まれた。
現在ニンフェンブルク宮殿は一般公開されているが、今なおヴィッテルスバッハ家当主が個人所有している。

## 宮殿

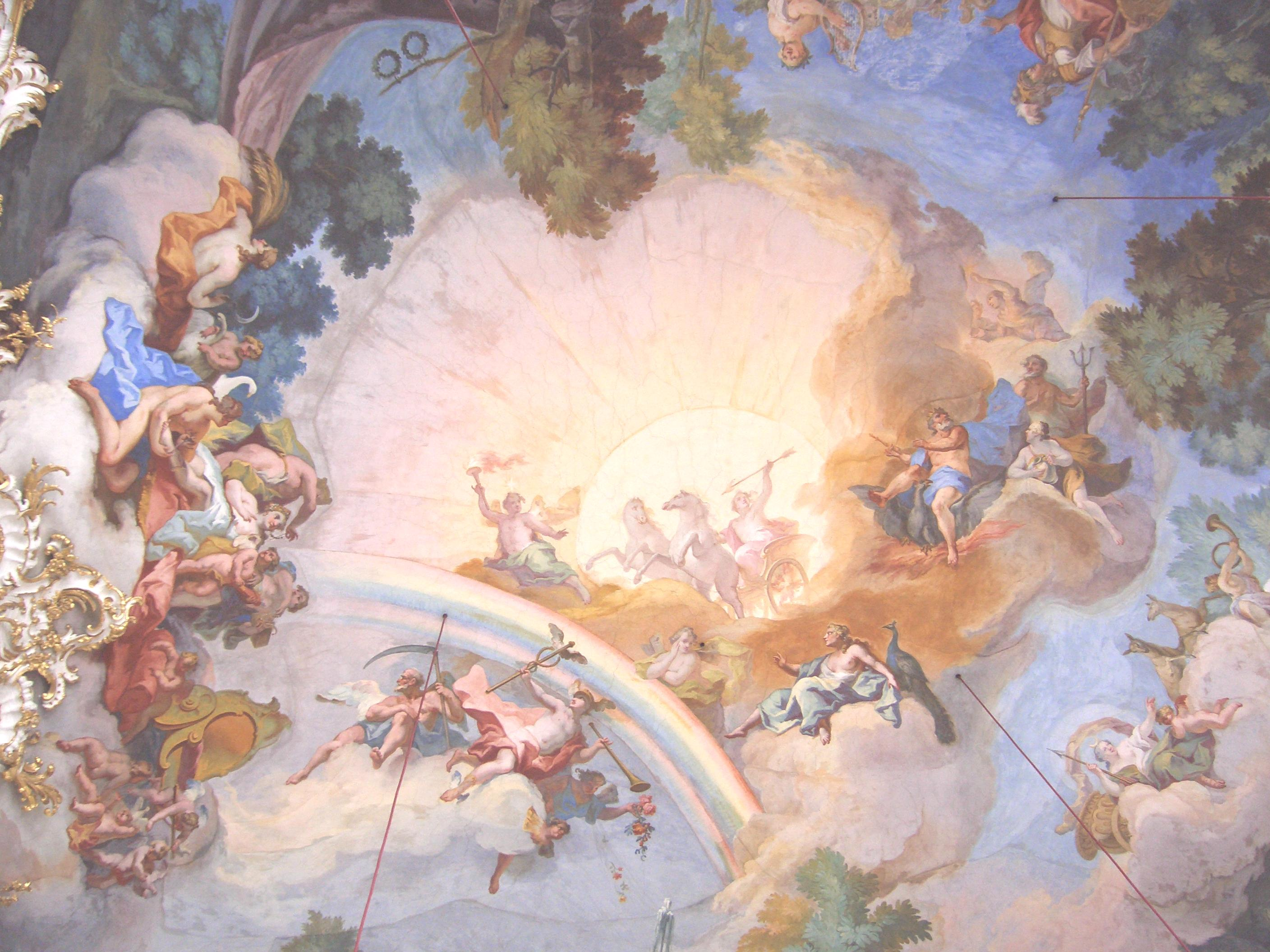
祝宴広間 (Steinerner Saal) の天井のフレスコ画

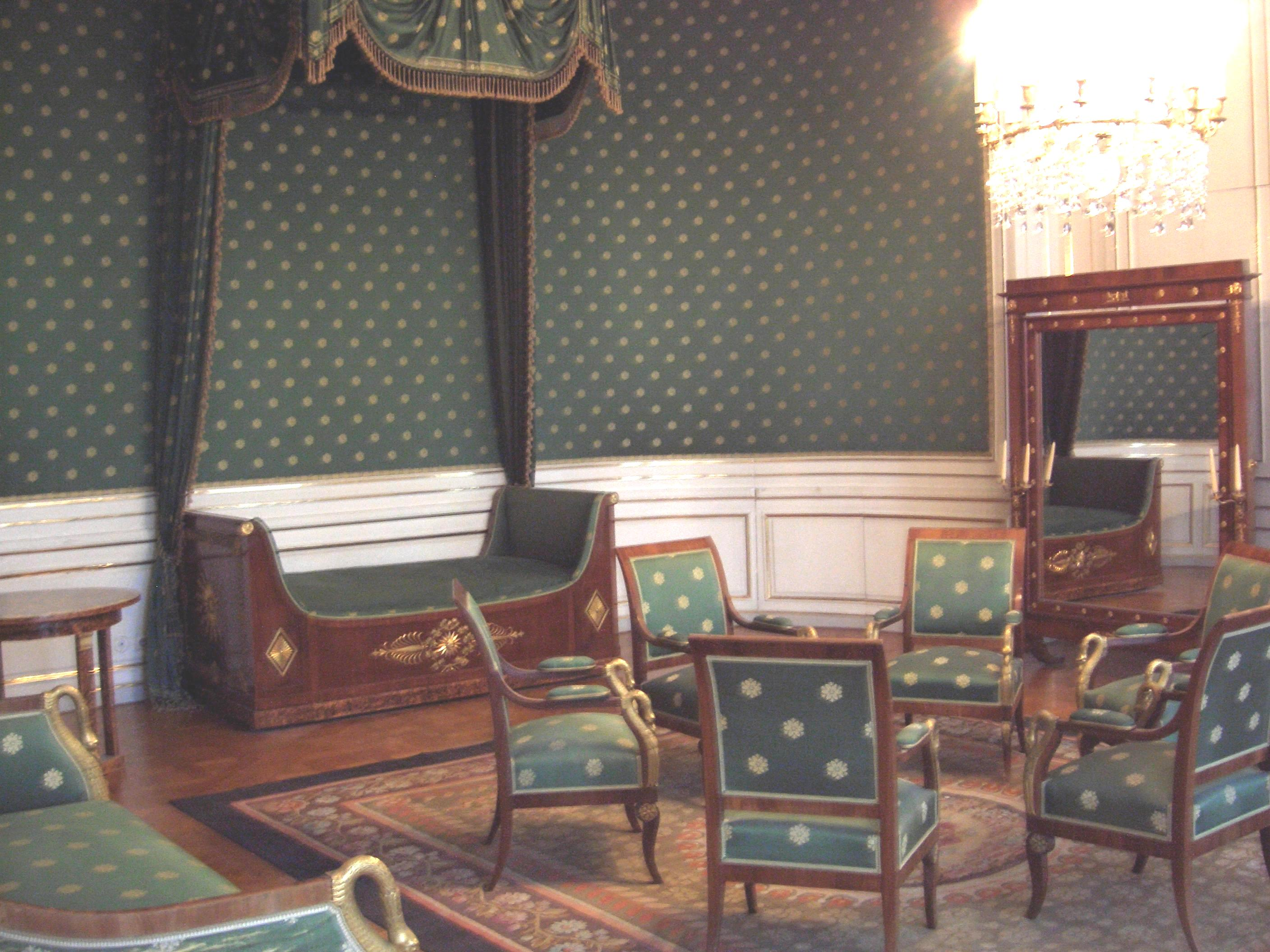
ルートヴィヒ2世の生まれた部屋

宮殿と庭園は今ではミュンヘンの観光名所になっている。バロック様式のファサードは全幅が700メートル以上ある。Steinerner Saal（石のホール）と呼ばれる祝宴広間には、ヨハン・バプティスト・ツィンマーマンらによるフレスコ天井画とフランソワ・ド・キュヴィイエによる装飾があり、非常に印象的である。この部屋は中央の建物の3階以上の空間をぶち抜きで使っている。
一部の部屋は本来のバロック様式の装飾のままであるが、ロココ様式や新古典様式など後の様式に模様替えされた部屋もある。前者の例として、南の建物にある小さなダイニングルームは現在「美人画ギャラリー」と呼ばれ、ルートヴィヒ1世が集めた美人画が展示されている。この建物にはルートヴィヒ2世の生まれた部屋もある。

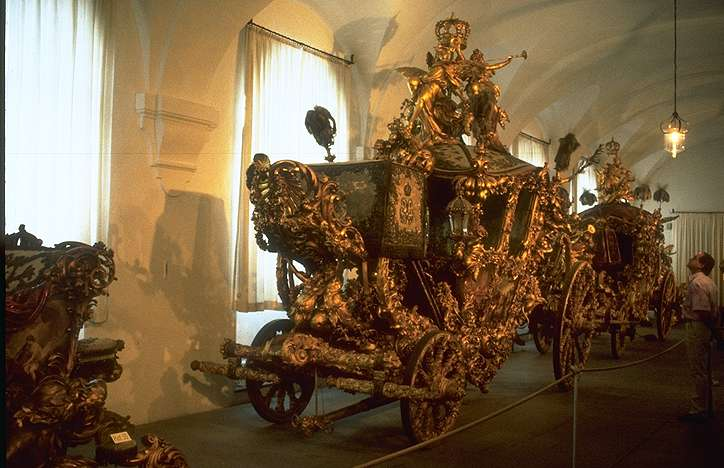
馬車博物館

厩舎だった建物は、古い馬車などを集めた「馬車博物館 (Marstallmuseum)」となっている。1742年、神聖ローマ皇帝カール7世の戴冠式で使われた馬車も展示されている。この博物館の目玉はルートヴィヒ2世の豪華な馬車やソリである。
厩舎だった建物の1階にはニンフェンブルク陶磁器のコレクションが展示されている。この宮殿内にはマクシミリアン3世ヨーゼフが作らせたニンフェンブルク陶器の工房、ニンフェンブルク磁器製造所もある。その手作り品の品質は高く、アウガルテンやセーブルに匹敵する。

## 庭園

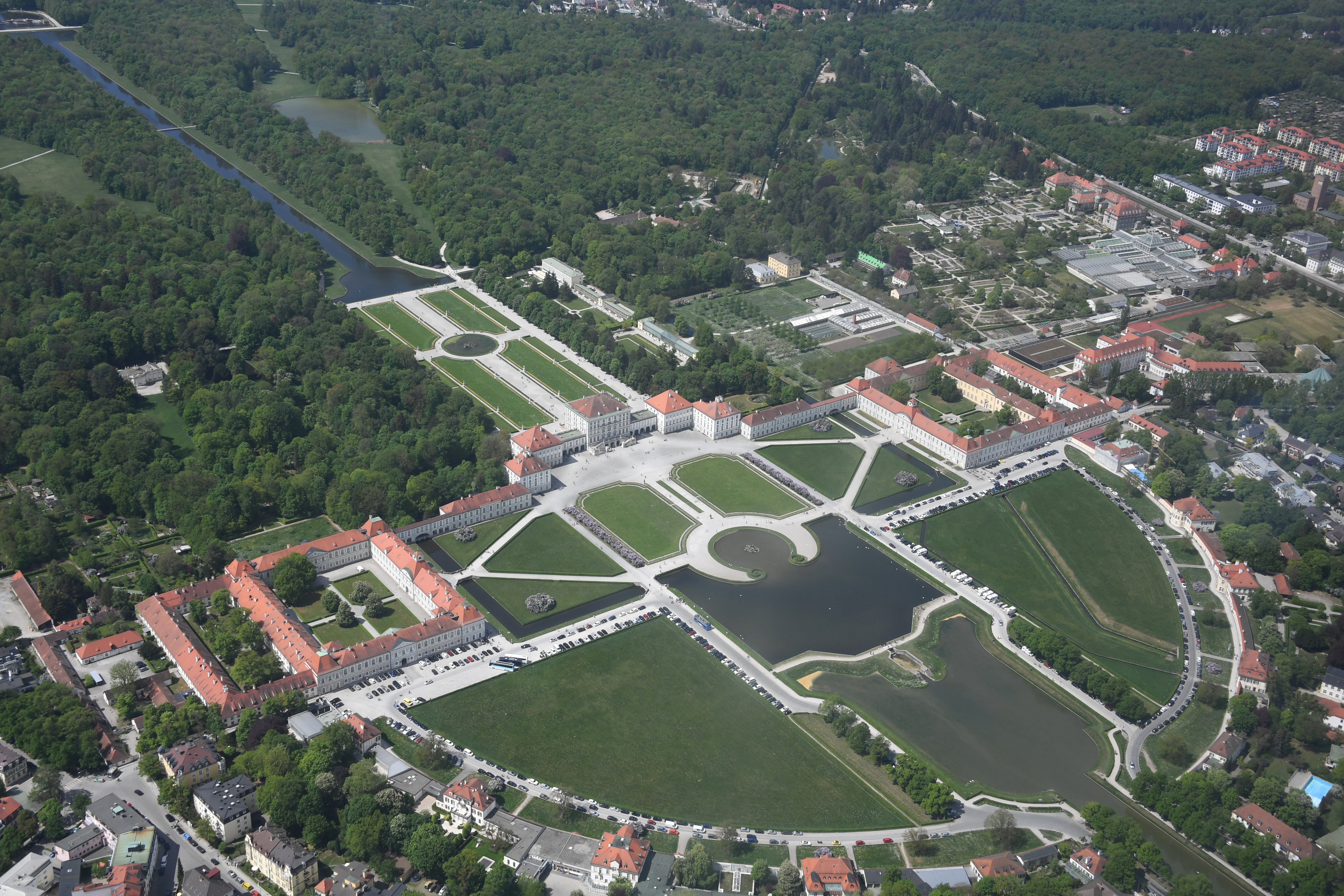
ニンフェンブルク宮殿

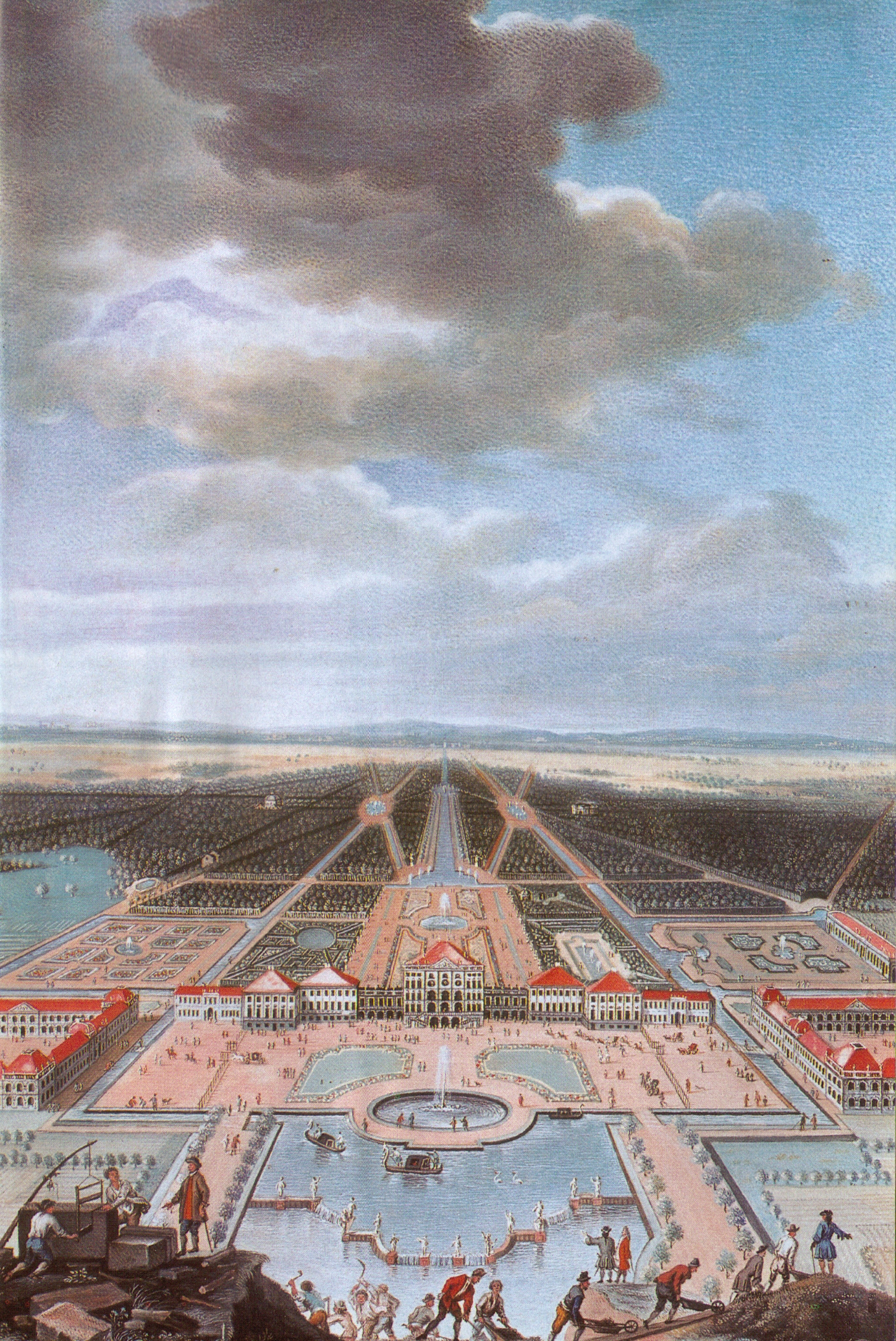
1730年ごろの細密画

20ヘクタールの庭園は当初はイタリア式庭園だったが、後にアンドレ・ル・ノートルの弟子ドミニク・ジラールが拡張の際にフランス式庭園に作り変え、19世紀初頭にフリードリッヒ・ルードヴィッヒ・フォン・シュケルがカール・テオドールの命でイギリス式庭園に作り変えた。シュケルは都市内の公園としては世界有数の大きさを誇るイギリス庭園も造っている。バロック式庭園の主要な要素（花壇庭園など）はそのまま保持した。宮殿の中央から西に向かってギリシア神話の彫刻が並ぶ道とその先の運河が公園を2分している。運河の両端は湖になっている。"Dörfchen" はマクシミリアン3世ヨーゼフが作らせた田舎風の小さな建物である。"Salettl"（1799年）はマクシミリアン4世ヨーゼフが自分の子供たちのために作った小さい動物園の近くに作らせた小さい建物である。
公園内には他にも次のような建物がある。
- パゴダの小城 (Pagodenburg, 1716-1719) - 2階建ての建物で、下の階はデルフト産タイルで装飾し、上の階はシノワズリで装飾している。ヨゼフ・エフナーが建てた。
- バーデンブルク (Badenburg, 1719-1721) - バロック様式の建物。こちらもヨゼフ・エフナーが設計。大広間とタイル張りの大きな風呂がある。中国の壁紙で装飾された部屋がある。「水浴宮」とも。
- マグダレーナの庵 (Magdalenenklause, 1725-1728) - 廃墟を模した建物で、隠居所または瞑想所。
- アマリエンブルク (Amalienburg, 1734-1739) - ロココ様式の狩猟小屋。フランソワ・ド・キュヴィイエがカール7世とその妻のために建てた。鏡の広間や猟犬用の部屋がある。ヨーロッパ・ロココ建築の傑作とされている。
- アポロ神殿 (Apollotemple, 1862-1865) - レオ・フォン・クレンツェの設計した新古典様式の円形神殿（モノプテロス）。

庭園の北側の森の小路を抜けていくと、ミュンヘン＝ニンフェンブルク植物園がある。

## 観光

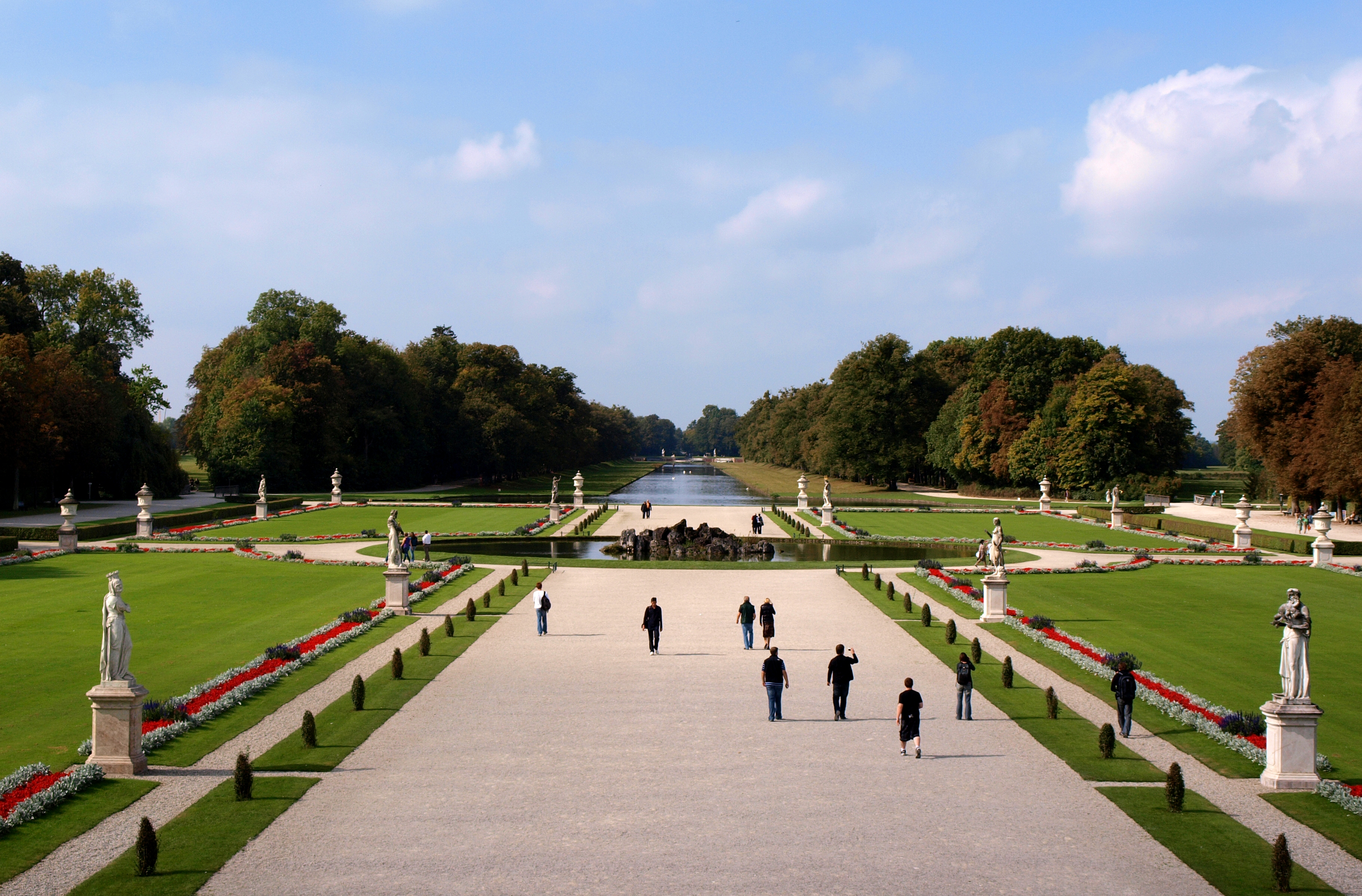
庭園

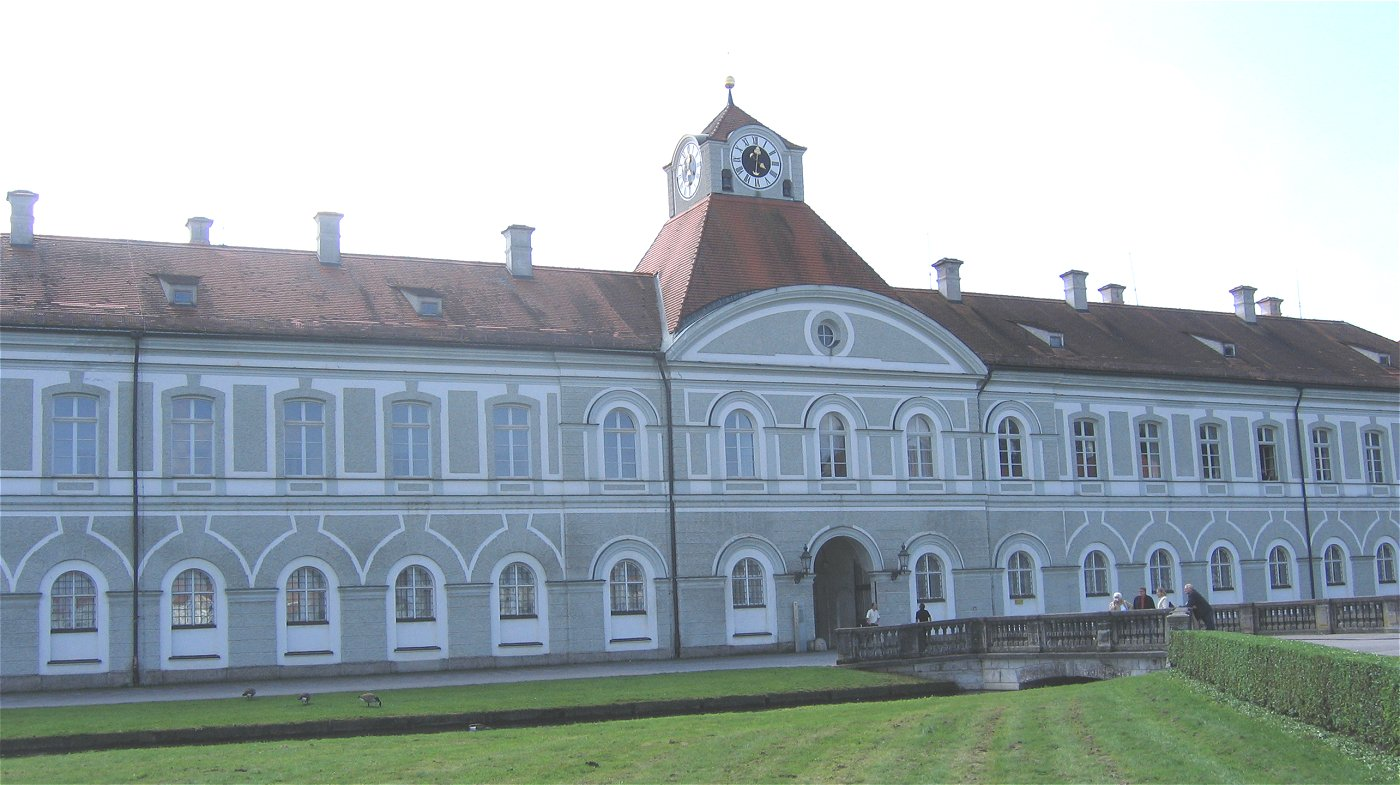
厩舎

宮殿と庭園はミュンヘンの重要な観光資源の1つになっている。中央の建物だけでも年間30万人以上が訪れている。ニンフェンブルク宮殿はミュンヘン宮殿やシュライスハイム宮殿よりも人気があるが、ルートヴィヒ2世の建設した城、特にノイシュヴァンシュタイン城にはかなわない。
ニンフェンブルク宮殿まで行くには、17番の市電でAmalienburgstrasse方面行きに乗ればよい。この路線は市の中心地や主な鉄道駅を通っている。市電で市の中心地から宮殿まで行くのに20分ほどかかる。

## その他
ニンフェンブルク宮殿は、アラン・レネの1961年の映画『去年マリエンバートで』の主なロケ地として使われている。1972年のミュンヘンオリンピックでは、庭園に馬術競技のための調馬術施設が設置された。

## 画像

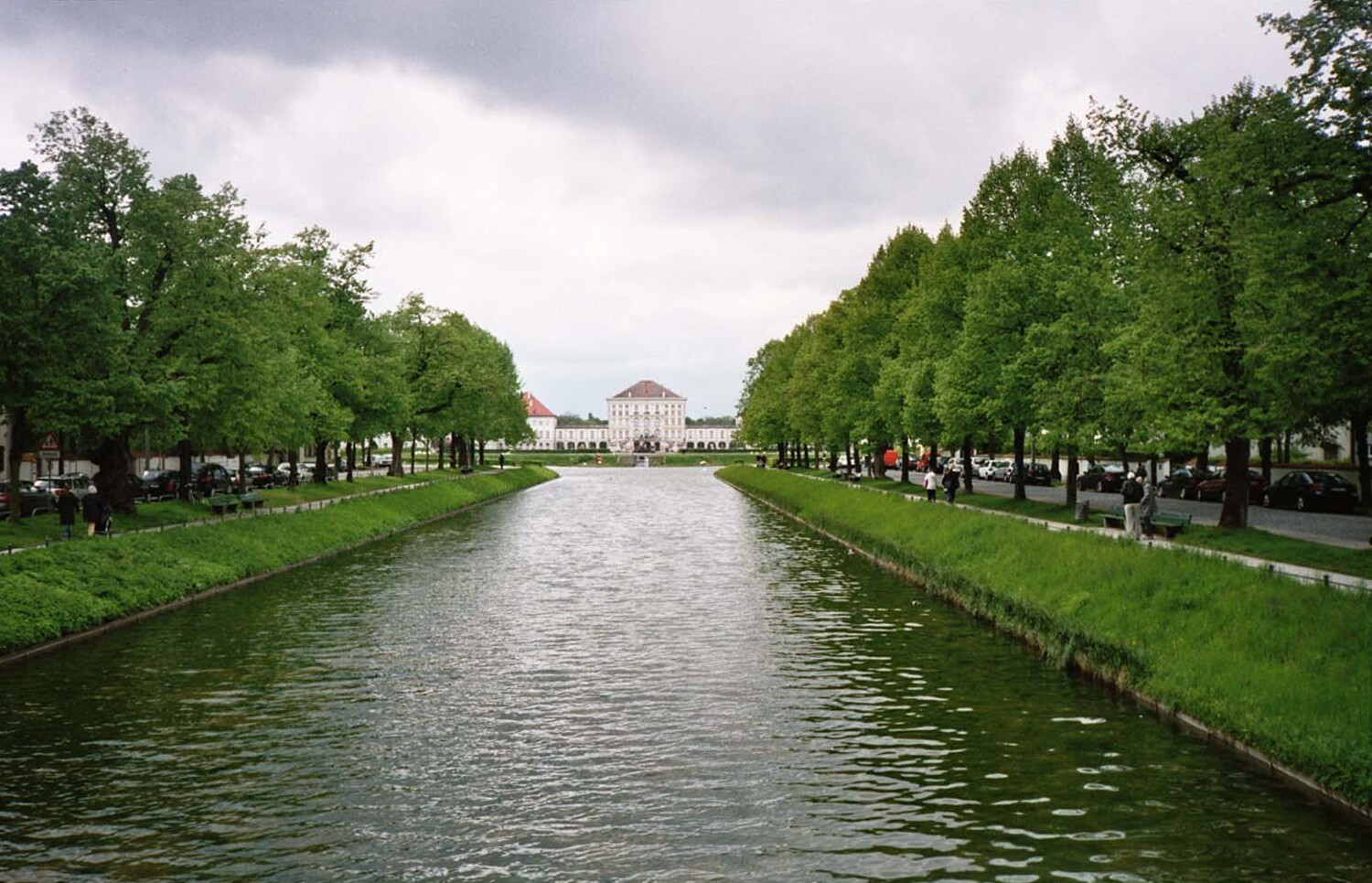
正面アプローチ
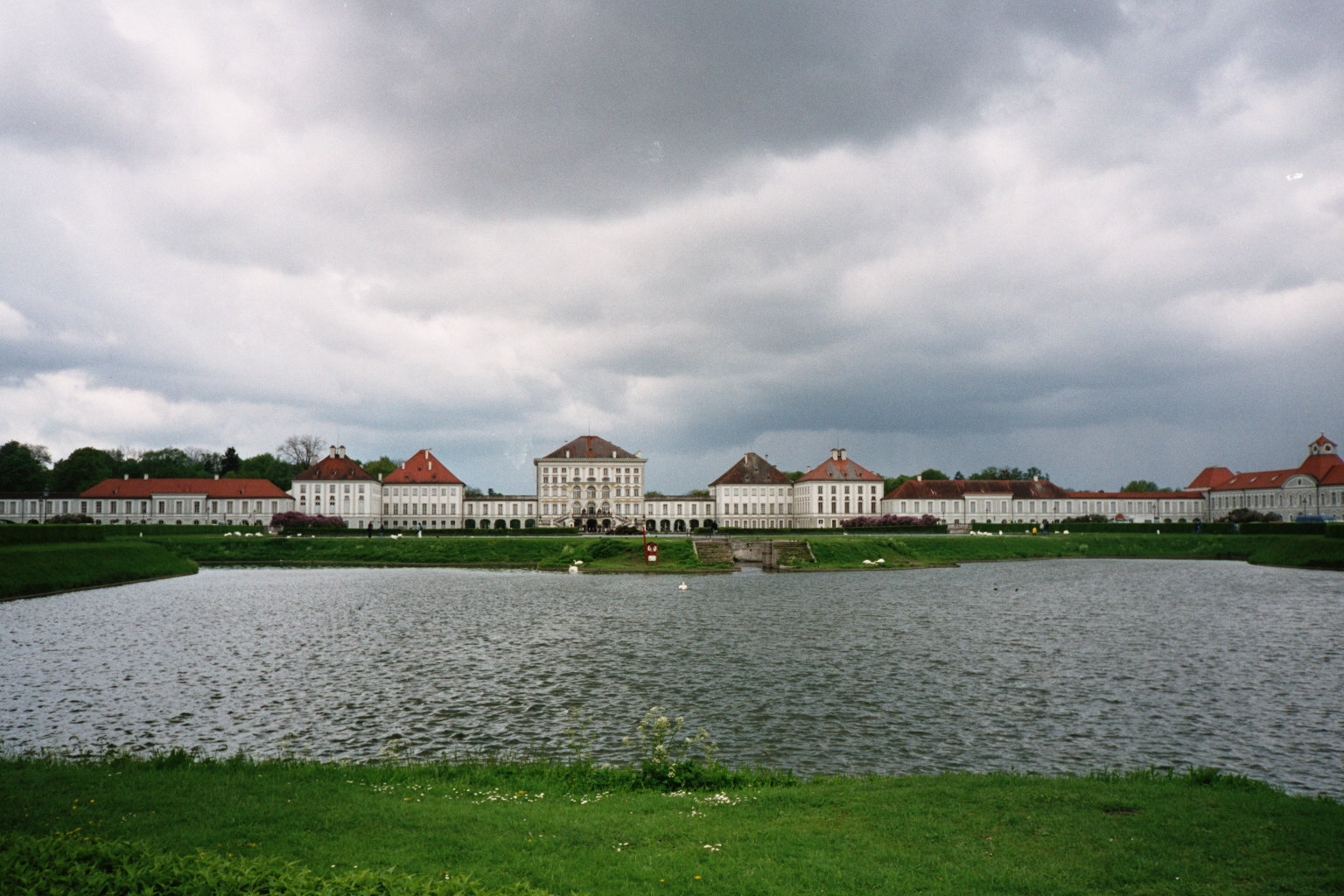
正面遠景
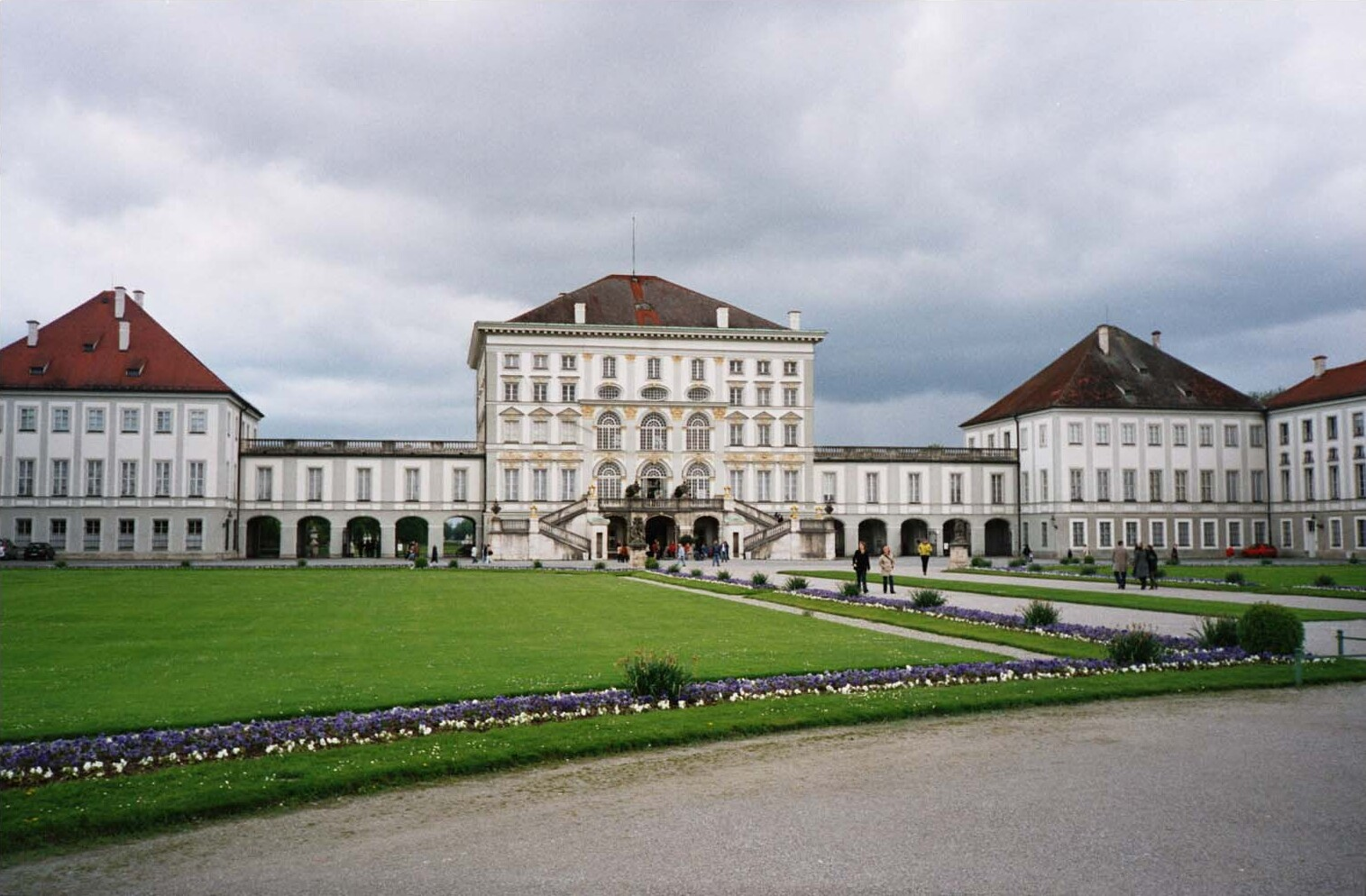
正面
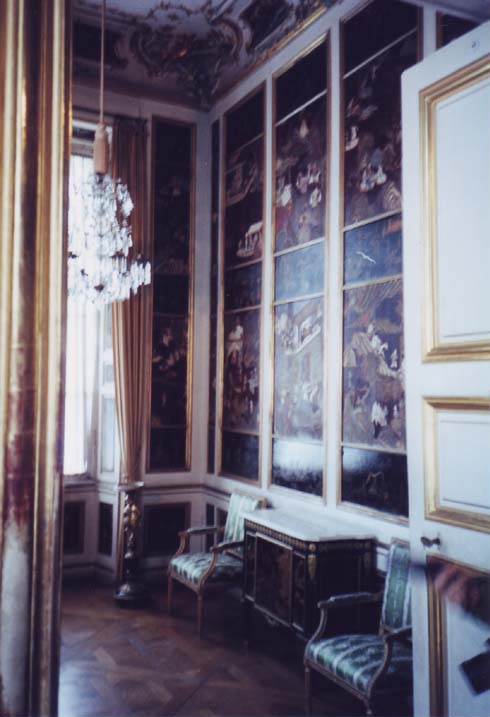
シノワズリの中国製キャビネット。宮殿内の一室
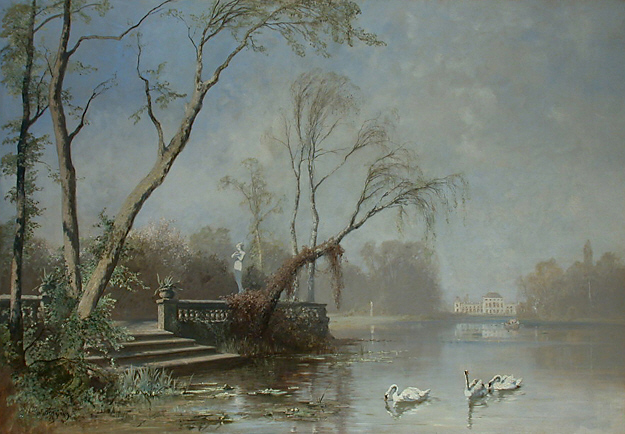
湖畔からの眺め。Josef Wenglein 作（1883年）
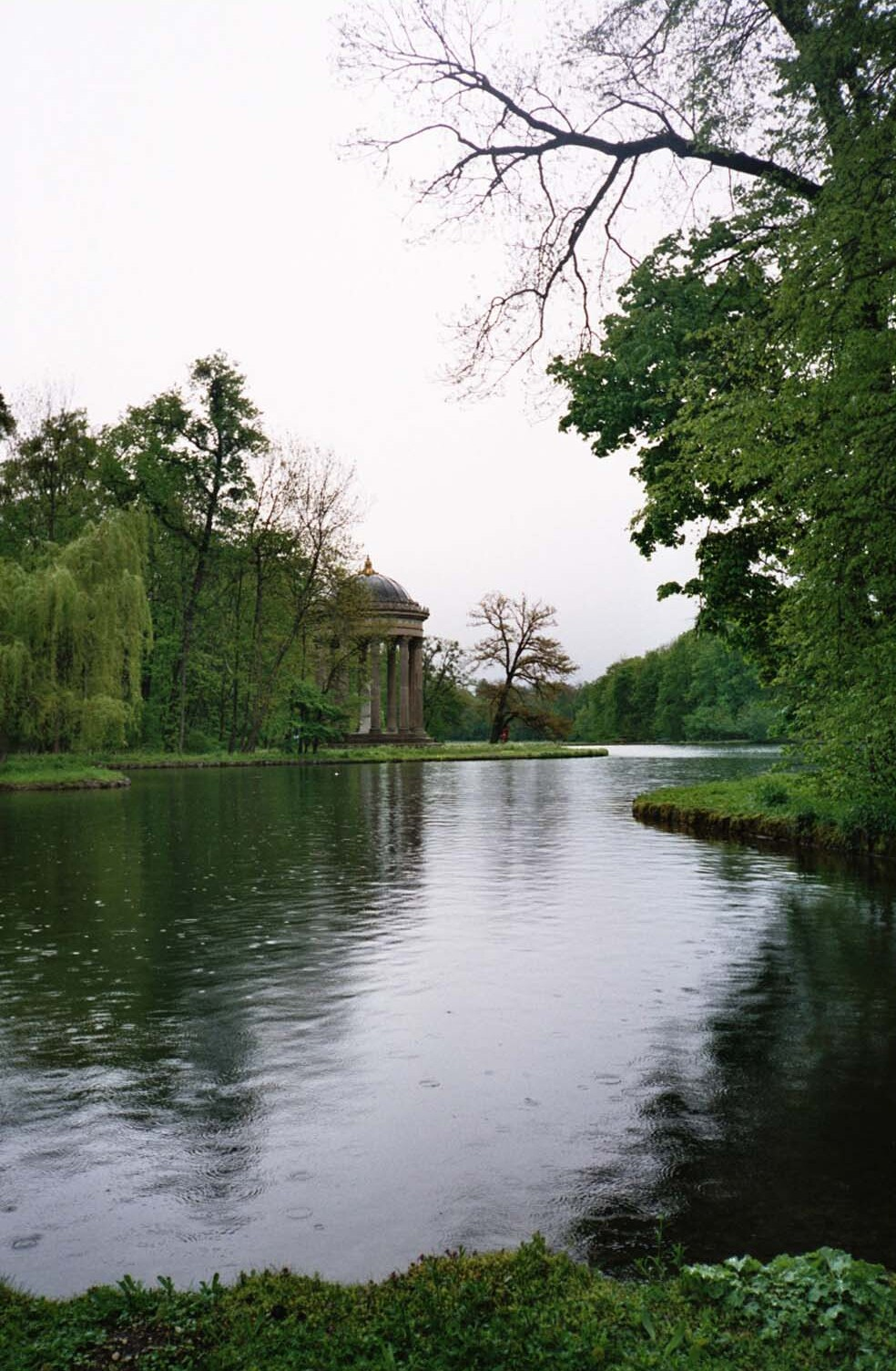
モノプテロス（アポロ神殿）
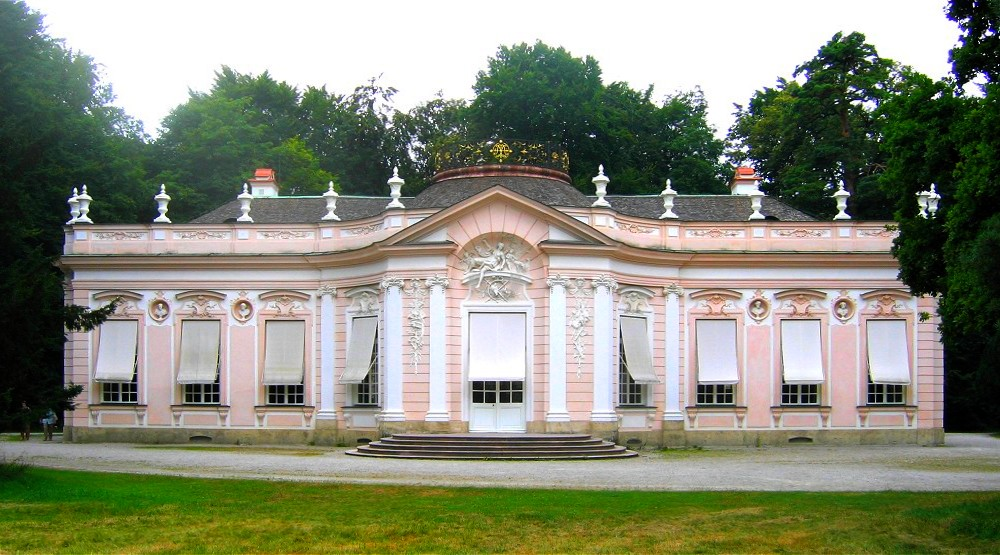
アマリエンブルク、狩猟小屋
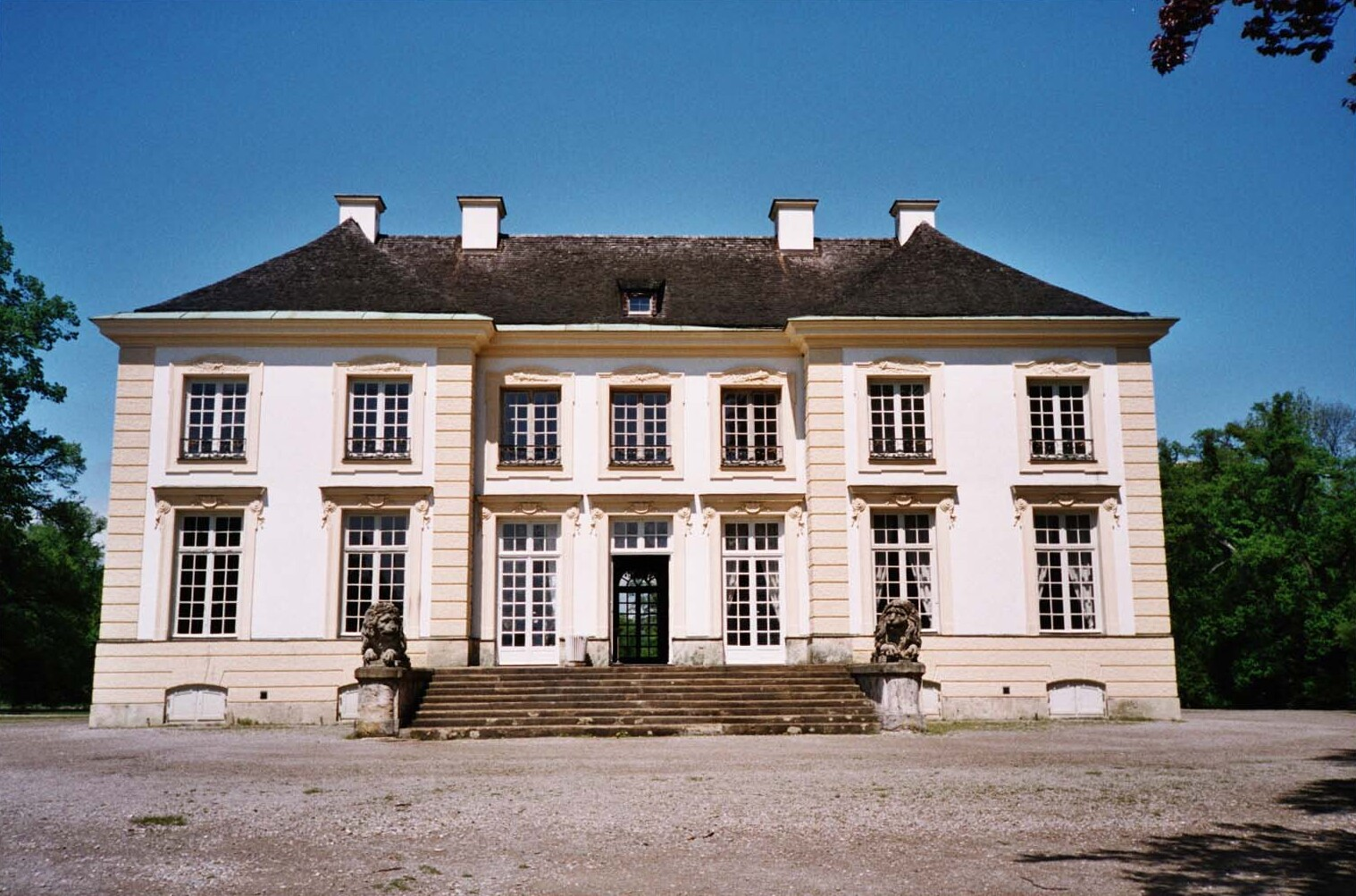
ハーデンブルク、水浴宮
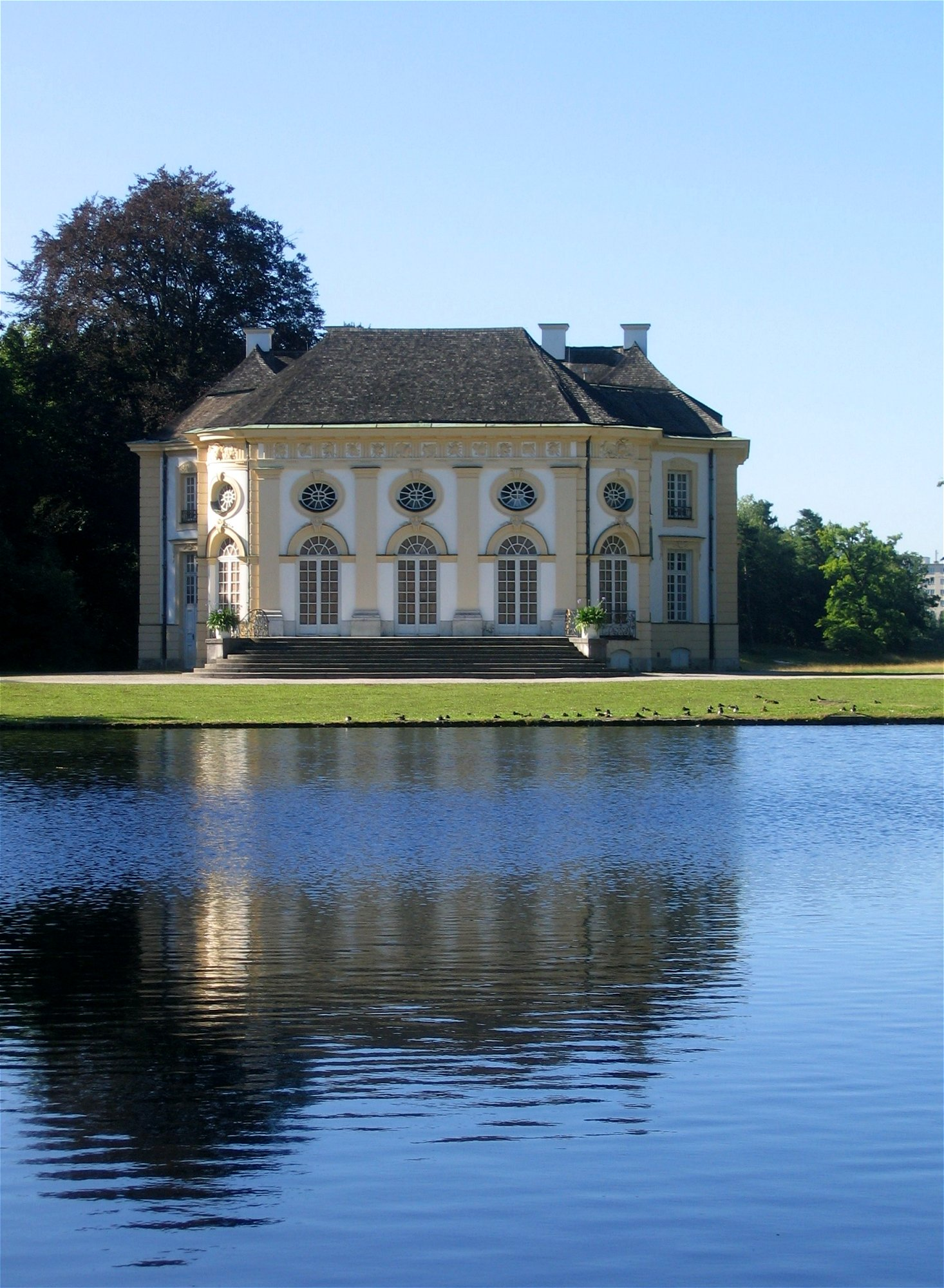
ハーデンブルク、水浴宮
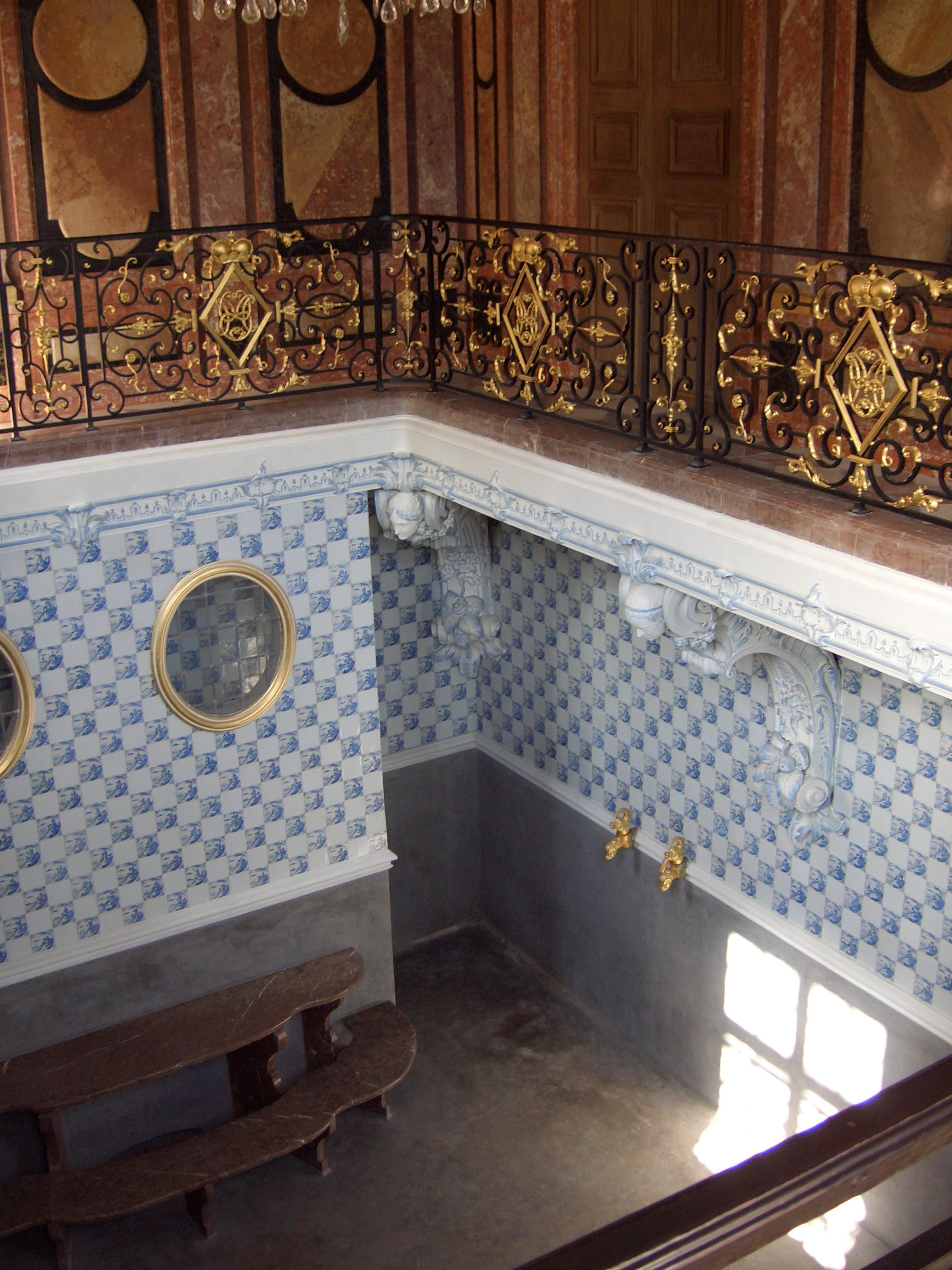
ハーデンブルクの室内
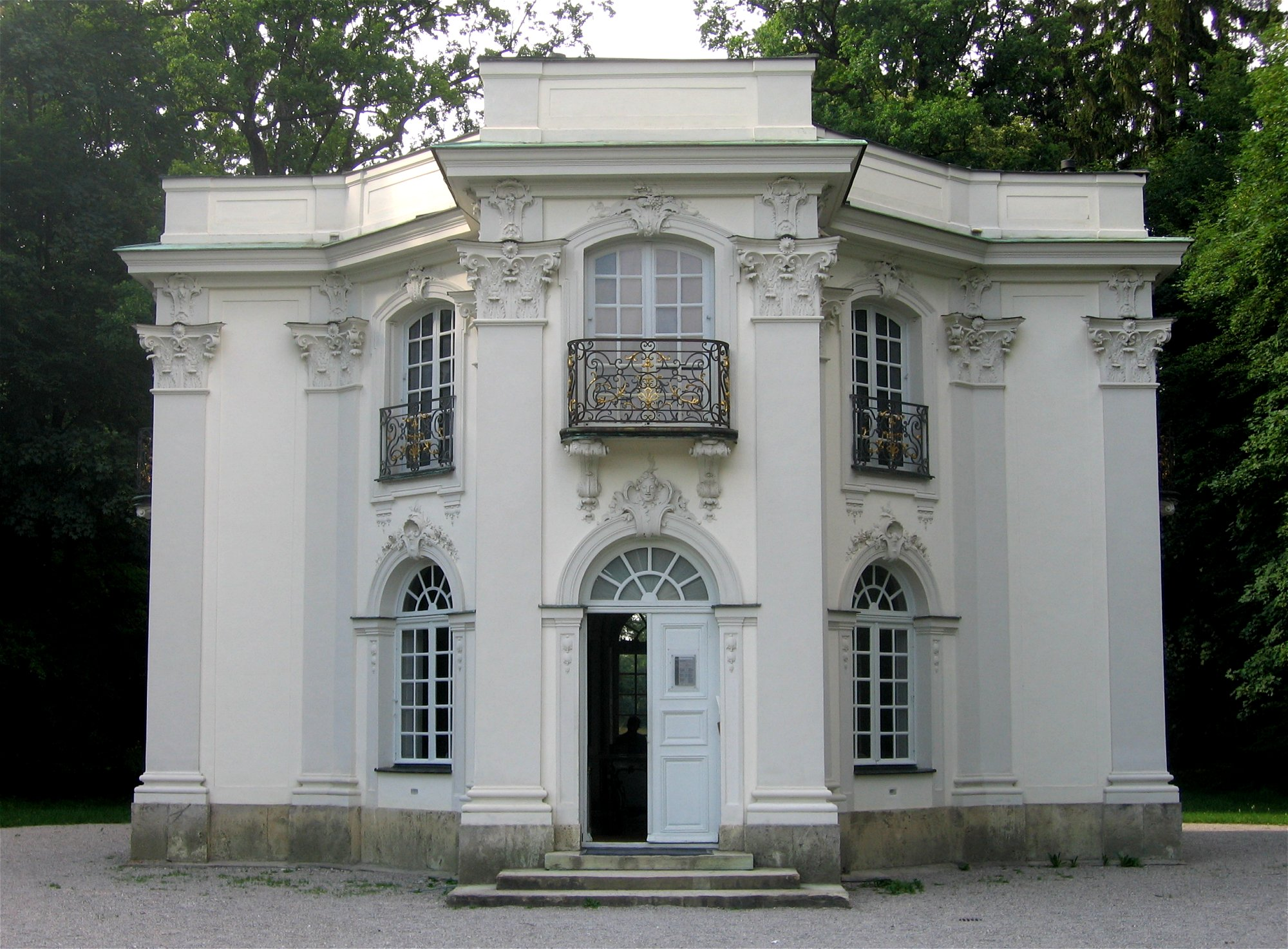
パゴダの小城 - 王室の喫茶館
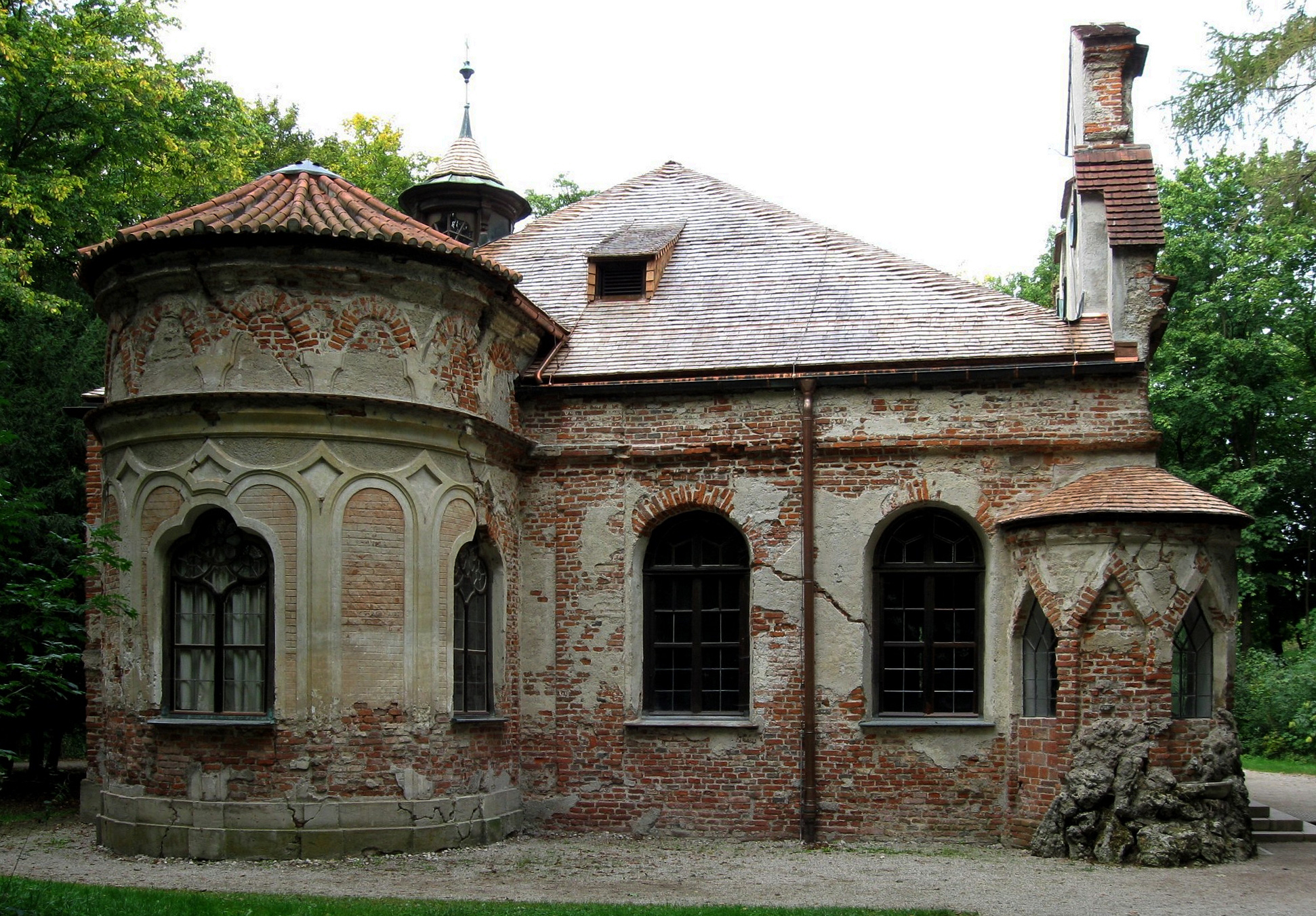
マグダレーナの庵